# Гайдаш, Мария Ивановна
Мария Ивановна Гайдаш (род. 21 июня 1948 года, Нижегородская область)  — российский политик, депутат I созыва от фракции «Женщины России».

## Биография
Родилась 21 июня 1948 года в Советском Союзе.
Окончила Горьковский педагогический институт по специальности преподаватель русского языка и литературы. В 1970 году стала старшим лаборантом.
4 февраля 1994 года стала депутатом Госдумы первого созыва от фракции Женщины России. Входила в состав комитета по делам женщин, семьи и молодежи.
В 1999 году баллотировалась в депутаты Госдумы от партии «Яблоко».
Указом от 3 августа 2008 награждена Благодарностью Президента Российской Федерации.
Замужем, имеет сына.